# Detašované pracoviště
Detašované pracoviště neboli oddělené či odloučené pracoviště je místo výkonu povolání, které má sídlo mimo místo svého základního celku (kupř. úřadu) z důvodu účelnosti.
Odloučená (detašovaná) pracoviště jsou běžně zakládána např. univerzitami, soudy, úřady či jinými institucemi.